# Monte Alpe
Il monte Alpe è un rilievo dell'Oltrepò Pavese alto 1253 m s.l.m. posto tra il comune di Menconico e Romagnese. Con la sua costa, che lo collega al monte Calenzone, costituisce lo spartiacque tra l'alta valle Staffora e l'alta val Tidone, in provincia di Pavia.

## Il rimboschimento
Negli anni ‘30 l’area del monte Alpe, ad un’altitudine compresa tra i 762 ed i 1254 metri, versava in gravi condizioni di degrado, interi versanti erano completamente privi di alberi a causa di un pascolamento eccessivo. Erosione e dilavamento, con il conseguente rischio di frane minacciavano la sottostante strada Strada statale 461 del Passo del Penice. Fu presa quindi la decisione di procedere ad un massiccio intervento di rimboschimento condotto dal Corpo Forestale dello Stato, i lavori iniziarono nel 1936 e continuarono per una cinquantina di anni. Furono piantate specie rustiche come il pino nero e in misura minore il pino silvestre, che garantirono il successo dell’intervento.

## Fauna
Sono dodici le specie di mammiferi censite: il cinghiale, lo scoiattolo, il ghiro, il moscardino. Tra gli uccelli: lo sparviere, la poiana, l'allocco, il picchio rosso maggiore, da segnalare la sterpazzolina, presente come nidificante in Lombardia in ambienti termofili dell’Oltrepò Pavese.

## Riserva naturale
Ospita la riserva Naturale Monte Alpe che è una delle riserve naturali regionali istituite dalla regione Lombardia, posta ad un'altitudine compresa tra i 762 m ed i 1.254 metri s.l.m., per gran parte della sua superficie entro il comune di Menconico e, per una piccola parte, anche nei comuni di Varzi e Romagnese.